# Baruch Lopes de Leao Laguna
Baruch Lopes de Leão Laguna (Amsterdam, 16 februari 1864 – Auschwitz, 19 november 1943) was een Nederlandse kunstschilder. Hij signeerde zijn werk als B. Laguna.

## Opleiding en werk
Baruch Lopes de Leão Laguna was de zoon van Salomon Lopes de Leão Laguna en Sara Kroese. Nadat hij op tienjarige leeftijd wees was geworden kwam hij terecht in het Portugees-Israëlitisch Weeshuis in Amsterdam. Op zijn veertiende ging hij naar de Quelliniusschool, waar hij werd opgeleid tot decoratieschilder. In 1880 werd hij toegelaten tot de Rijksacademie van Beeldende Kunsten, waar hij les kreeg van August Allebé en Barend Wijnveld.
Op zijn zeventiende moest Baruch Lopes de Leão Laguna het weeshuis verlaten. Tot zijn twintigste woonde en werkte hij in de Amsterdamse jodenbuurt, onder andere in het atelier van Meijer de Haan. Hij verwierf enige bekendheid door illustraties te leveren aan Elseviers Maandschrift.
In 1884 verliet Baruch Lopes de Leão Laguna de Rijksacademie. Een jaar later, in 1885, werd hij lid van de kunstenaarsvereniging Arti et Amicitiae, waar hij dat jaar ook voor het eerst exposeerde. Hij was ook lid van de kunstenaarsvereniging Sint Lucas in Amsterdam.
Baruch Lopes de Leão Laguna schilderde veel natuurgetrouwe portretten van belangrijke personen, zoals de politicus Ferdinand Domela Nieuwenhuis, opperrabbijn Abraham van Loen, acteur Louis de Vries en zakenman Sylvain Kahn. Daarnaast specialiseerde hij zich in het schilderen van bloemen en interieurs. Landschappen schilderde hij slechts af en toe op verzoek van de Larense kunsthandel, omdat die goed waren voor export naar de Verenigde Staten.

## Persoonlijk leven
Baruch Lopes de Leão Laguna trouwde met Rosa Asscher, de dochter van een diamantslijper, met wie hij meerdere kinderen kreeg. Vanwege haar gezondheidsproblemen verhuisde het gezin naar het Gooi, waar het onder andere in Laren en Blaricum woonde.
Tijdens de Tweede Wereldoorlog dook het gezin Lopes de Leão Laguna onder in Laren. Op 23 april 1943 werd Baruch Lopes de Leão Laguna gevangengenomen en weggevoerd naar Kamp Vught. Vervolgens werd hij naar Auschwitz gedeporteerd, waar hij op 19 november 1943 werd vermoord. Hij werd 79 jaar.
- Biografisch Portaal: 54377259
- International Standard Name Identifier: 0000 0003 9982 1492
- Nationale Bibliotheek van Israël: 987007500710905171
- Nederlandse Thesaurus van Auteursnamen: 325842418
- RKD-Nederlands Instituut voor Kunstgeschiedenis: 88869
- Union List of Artist Names: 500111281
- Virtual International Authority File: 295383237
- WorldCat: E39PBJdmjVBPGXFwWMR39tcgKd